# میمون سبز
میمون سبز (نام علمی: Chlorocebus sabaeus) نام یک گونه از زیرخانواده دم‌درازیان است.